# 名古屋造形芸術大学短期大学部
名古屋造形芸術大学短期大学部（なごやぞうけいげいじゅつだいがくたんきだいがくぶ、英語: Nagoya Zokei Junior College of Art & Design）は、愛知県小牧市大草字年上坂6004に本部を置いていた日本の私立大学である。1967年に設置され、2011年に廃止された。大学の略称は造短。学生募集は2007年度まで。翌年度より短期大学は学生募集を停止し、2011年1月24日 正式廃止。

## 概要

### 大学全体
- 学校法人同朋学園により運営されていた日本の私立短期大学。1967年に名古屋造形芸術短期大学として設置された。キャンパスは愛知県小牧市内に置かれていた。

### 教育および研究
- 美術教育に特化した教育が行われていた。

### 学風および特色
- 科目等履修生制度・研究生制度があった[5]。

## 沿革
- 1967年 名古屋造形芸術短期大学（なごやぞうけいげいじゅつたんきだいがく）として開学。造形芸術科をおく（在学者数は63（うち女子28）[6] 当初は、名古屋音楽短期大学のち名古屋音楽大学と同じ名古屋市中村区稲葉地町7-1にあった[6]。
- 1969年 専攻科造形芸術専攻を置く。
- 1981年 造形芸術科を専攻分離。
  - 絵画・彫塑専攻
  - デザイン・工芸専攻
- 1985年 小牧市へキャンパスを移転。
- 1990年 名古屋造形芸術大学の設置により入学定員を420名から320名に減員。
- 2003年 名古屋造形芸術大学短期大学部に改称。
- 2007年度をもって学生募集を終了。翌年度より名古屋造形大学として一体化される。
- 2011年1月24日 正式廃止[4]。

## 基礎データ

### 所在地
- 愛知県小牧市大草字年上坂

## 教育および研究

### 組織

#### 学科
- 造形芸術科：「絵画」・「インターメディア」・「ビジュアルデザイン」のコースからなっていた。
  - 絵画・彫塑専攻[1]：「日本画」、「洋画」、「総合造形」の3コースからなっていた。
  - デザイン・工芸専攻[1]：「視角伝達デザイン」、「住・環境デザイン」、「工芸デザイン」の3コースからなっていた。

#### 専攻科
- 造形芸術専攻

#### 別科
- なし

#### 取得資格について
- 中学校教諭二種免許状（美術）が設置されていた。

### 研究
- 『名古屋造形芸術大学名古屋造形芸術大学短期大学部紀要』[2]

## 学生生活

### 部活動・クラブ活動・サークル活動
- 名古屋造形芸術大学短期大学部で活動していたクラブ活動
  - 体育系：バドミントン・テニス・スキー・ボウリング・バレーボールほか[5]
  - 文化系：陶芸・漫画・演劇ほか[5]

### 学園祭
- 名古屋造形芸術大学短期大学部の学園祭は「芸術祭」と呼ばれていた[5]。

### スポーツ
- バドミントン部が、短大の全国大会で4度の優勝経験をもつ強豪であった[5]。

## 大学関係者と組織

### 大学関係者一覧

#### 出身者
- 畠中恵
- 舞子はん
- くるねこ大和
- 末松則子（第7代三重県鈴鹿市長）

## 施設

### キャンパス
- 短大独自の校舎はA棟・D棟、大学と共同使用はC棟となっていた[5]。

### 学生食堂
- 現在でも、学生ホールにある。

### 寮
- 女子学生を対象とした学生寮があった[5]。

## 対外関係

### 姉妹校
- 同朋大学
- 名古屋音楽大学
- 名古屋音楽短期大学

### 系列校
- 名古屋造形芸術大学

## 卒業後の進路について

### 就職について
- 一般企業への就職者が多い傾向にある[5]。

### 編入学・進学実績
- 名古屋造形芸術大学への編入学する学生が多かった[5]。

## 関連サイト
- 名古屋造形